# Gynodiastylis rochfordi
Gynodiastylis rochfordi är en kräftdjursart som beskrevs av Hale 1946. Gynodiastylis rochfordi ingår i släktet Gynodiastylis och familjen Gynodiastylidae. Inga underarter finns listade i Catalogue of Life.